# Carambis
Carambis (in greco antico: Κάραμβις?) era una colonia greca sulla costa del mar Nero, che prendeva il nome da un capo omonimo secondo quanto riportato da Plinio il Vecchio.
La città di Carambis viene anche citata in Periplo di Scilace, dove viene menzionata tra le città greche di Paflagonia.